# Hatam jezik
Hatam jezik (ISO 639-3: had; hattam, atam, tinam, miriei, moi, adihup, uran, borai, mansim), izolirani jezik (vjerojatno papuanski) s otoka Nova Gvineja kojim govori oko 16 000 ljudi (1993 TEAM) u indonezijskoj regenciji Manokwari. 
Donedavno se klasificirao zapadnopapuanskoj jezičnoj porodici. Ima nekoliko dijalekata: moi (moire), tinam, miriei, adihup, uran.

## Vanjske poveznice
- Ethnologue (14th)
- Ethnologue (15th)